# Sucreries de Wanze

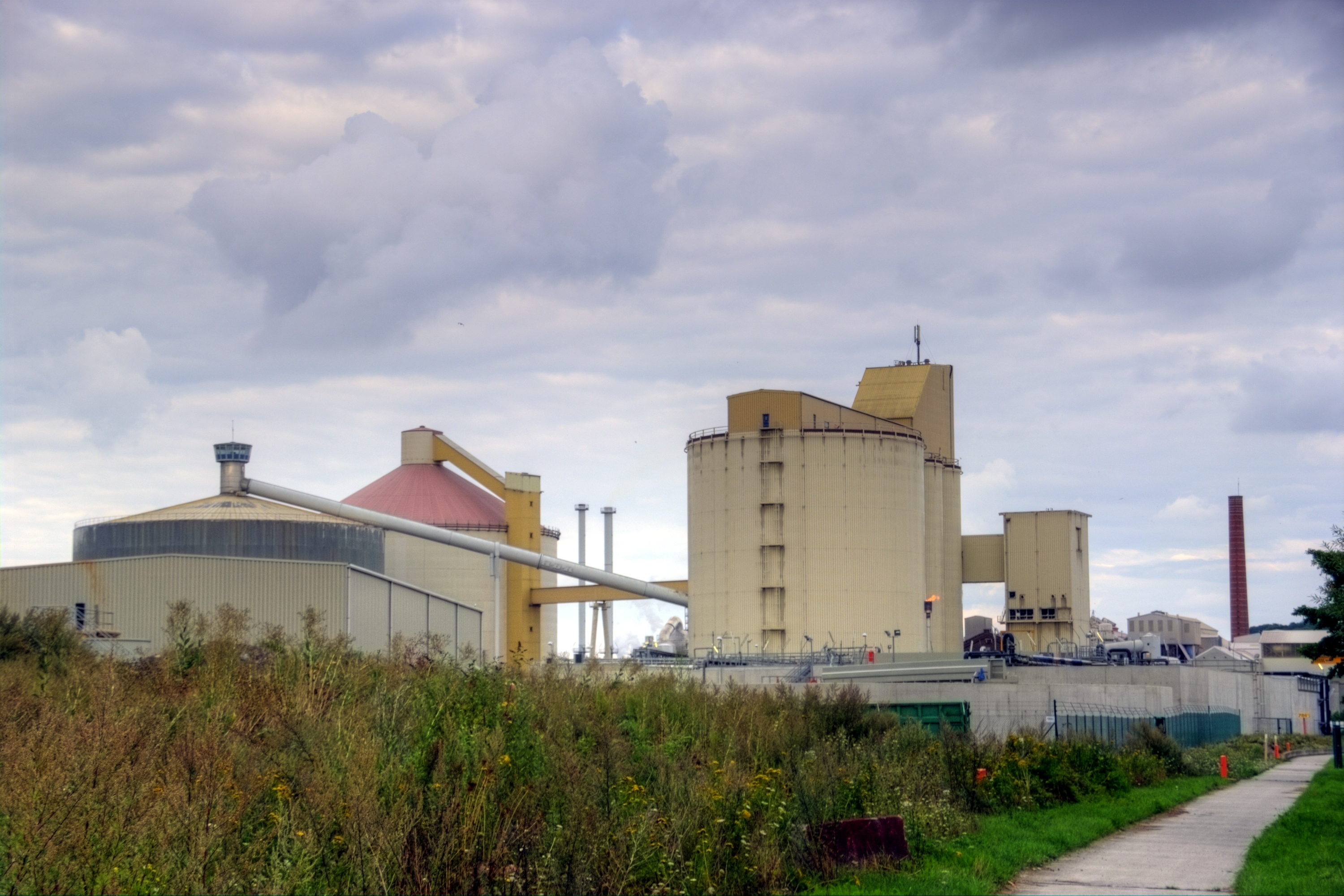
Huy - Sucrerie Tirlemont à Wanze

La société anonyme Sucreries Centrales de Wanze fut constituée le 16 mai 1870 et s'installa sur un terrain des Hospices Civils de Huy.  L'usine était reliée par des conduits à des râperies situées sur le plateau hesbignon où l'on cultive la betterave sucrière (tout comme la Sucrerie centrale de Cambrai, construite à la même époque).  La société ne décolla vraiment qu'en 1888 après la reprise de l'usine et sa réorganisation par Paul Wittouck.  Celui-ci et son frère Franz Wittouck acquirent la Raffinerie Tirlemontoise en 1894.

## Râperies et pipelines
Au XIXe siècle, les betteraves sont transportées sur des chariots tirés par des chevaux.  Il est peu pratique de parcourir de longues distances.  Ainsi naquit l'idée de râper les betteraves localement et de les envoyer par conduits après un pré-traitement.  Les betteraves sont donc nettoyées, découpées en fines lamelles; le sucre est extrait par diffusion en y faisant circuler de l'eau.  On y ajoute du lait de chaux avant d'envoyer le tout dans les conduites.
Le réseau de pipeline qui amène le jus pré-traité va jusqu'à Perwez d'un côté et Crisnée de l'autre.  Il relie les 14 râperies (Perwez, Longchamps, Ramillies, Burdinne, Vissoul; Lens-Saint-Remy, Warnant-Dreye; Marlinne, Crisnée, Bergilers, Waremme, Viemme et Chapon-Seraing) à la sucrerie centrale.  En 1905-1906, ce sont 104 kilomètres de pipelines qui transporteront 264 000 tonnes de jus de betteraves.
Directeur dans les années 60-70 : Armand Maisin et sous-directeur : André Genart.
Directeur dans les années 90 : Jean Naveau.
Directeur en 2009: André Masson.